# Кочубей Денис Миколайович
Дени́с Микола́йович Кочубе́й (28 червня 1997, с. Криштопівка, Близнюківський район, Харківська область, Україна — 9 травня 2017, смт Луганське, Бахмутський район, Донецька область, Україна) — солдат Збройних сил України, учасник російсько-української війни.

## Біографія
Народився 1997 року в селі Криштопівка на півдні Харківщини. Батько — тракторист, мати — завідувачка ПСП «Тернівка». По закінченні 9-го класу місцевої школи продовжив навчання у професійно-технічному училищі сільськогосподарського напрямку в смт Юріївка на Дніпропетровщині.
Під час російської збройної агресії проти України 15 вересня 2016 року вступив на військову службу за контрактом. Пройшов підготовку в 169-му навчальному центрі «Десна».
Солдат, навідник-оператор 53-ї окремої механізованої бригади, військова частина А0536, м. Сєвєродонецьк, Луганська область. На початку квітня 2017 року у складі свого підрозділу направлений на територію проведення антитерористичної операції, виконував завдання на Світлодарській дузі.
9 травня 2017 року загинув на бойовому чергуванні від кулі снайпера під час обстрілу позиції бригади поблизу смт Луганське. Пораненого бійця намагались врятувати, але не встигли довезти до лікувального закладу.
Похований 11 травня на кладовищі рідного села Криштопівки.
Залишились батьки Анжела Миколаївна і Микола Олександрович та молодша сестра.

## Нагороди та вшанування
- Указом Президента України № 42/2018 від 26 лютого 2018 року, за особисту мужність і самовіддані дії, виявлені у захисті державного суверенітету та територіальної цілісності України, зразкове виконання військового обов'язку, нагороджений орденом «За мужність» III ступеня (посмертно)[4].
- 8 травня 2018 року на фасаді Криштопівського ліцею відкрили меморіальну дошку Денису Кочубею[5].